# Liubomyrka
Liubomyrka  (ucraniano: Любомирка) es una localidad del Raión de Kotovsk en el Óblast de Odesa de Ucrania. Según el censo de 2001, tiene una población de 1181 habitantes.